# Piotrkowo (powiat nidzicki)
Piotrkowo – (niem. Peterkau) wieś w Polsce położona w województwie warmińsko-mazurskim, w powiecie nidzickim, w gminie Janowiec Kościelny.
W latach 1975–1998 miejscowość należała administracyjnie do województwa olsztyńskiego.